# Stanislaw Michailowitsch Kostjuschkin

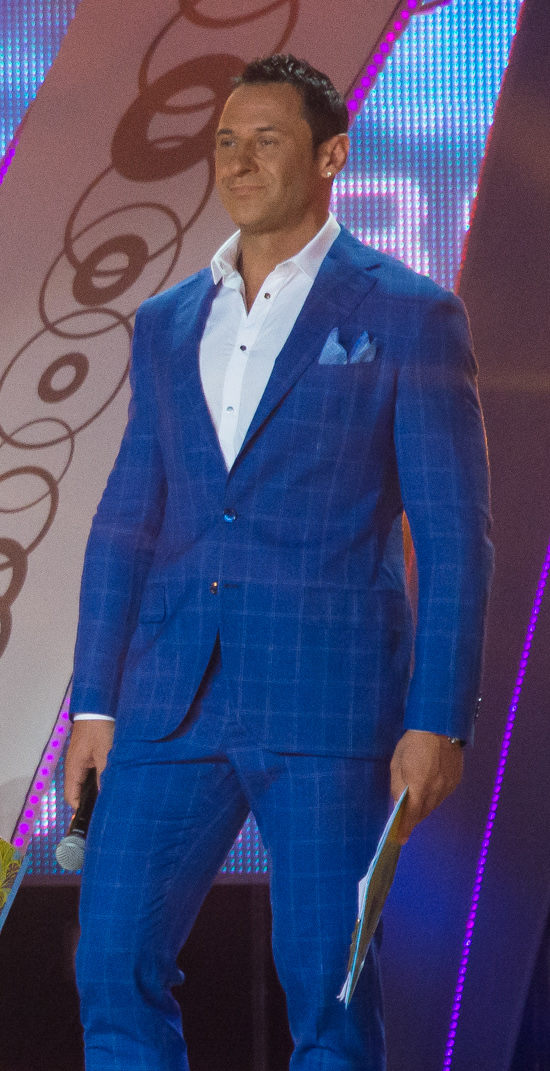
Stanislav Kostyushkin (2016)

Stanislaw Michailowitsch Kostjuschkin (* 20. August 1971 in Odessa) ist ein russischer Sänger und Schauspieler, Ex-Mitglied des Duetts Чай Вдвоем (engl. Tea for Two), Schöpfer des Musikprojekts A-Dessa, Unternehmer und Fernsehmoderator.

## Biographie
Er wurde in Odessa, Ukraine, als Sohn des Jazz-Saxophonisten Michail Iosifovich Kostushkin und des Models Nadeschda Arkadjew Kostuskin geboren. 1972 zog er mit seiner Familie nach Leningrad. Ab seinem fünften Lebensjahr arbeitete er als Model für ein Kindermodemagazin.
Er studierte Klavier an der Laly RimskyKorsakov School of Music in Leningrad und schloss 1989 die Musikschule ab. Von 1989 bis 1990 besuchte er die Amsterdam School of Music in den Niederlanden und absolvierte später einen Operngesangs- und Gesangskurs am St. Petersburger Konservatorium. Er war Sänger, der sich auf Kindertheater am Zazerkaliye-Theater in St. Petersburg spezialisierte und von 1994 bis 2012 Sänger für Chay Vdvoyom, eine russische  Popmusikgruppe. 2012 gründete er die Projektmusikgruppe A-Dessa.
Kostuchin eröffnete mit seinem Jugendfreund Boris Kopilot, der als Restaurantkoch in Israel arbeitete, ein Café in Pyshka da pudra, einem Einkaufszentrum, sowie 2015 eines in St. Petersburg und drei in Rostow am Don. 2015 folgten Eröffnungen eines Restaurants in Moskau, Ponzec-Volyntsik, und eines Teeladens.